# Хасанова, Флёра Вазыховна
Флёра Вазыховна Хасанова (род. 12 августа 1967, Абай, Карагандинская область, КазССР, СССР) — мастер спорта международного класса по настольному теннису, трехкратная чемпионка Европы и абсолютная чемпионка СССР среди девушек.

## Спортивные достижения
1982 — абсолютная чемпионка СССР среди кадетов;
1982 — 1 место в чемпионате Европы в одиночном и парном разрядах,
3 место в женском парном разряде;
1983 — 3 место в чемпионате СССР в одиночном разряде;
1983 — 1 место в чемпионате Европы в командном зачете;
1983 — присвоение спортивного звания «Мастер спорта международного класса»;
1984 — 2 место в чемпионате Европы в смешанном парном и командном разрядах;
1984 — 3 место в чемпионате СССР в женском парном разряде;
1985 — 3 место в чемпионате Европы в командном и смешанном парном разрядах;
1985 — 1 место в чемпионате СССР в женском парном разряде;
1985 — 3 место в чемпионате СССР в одиночном разряде;
1987 — 1 место на спартакиаде народов СССР в смешанном парном разряде;
1988 — 1 место в чемпионате Украины в одиночном и смешанном парном разрядах.

## Клубная карьера
1991—1998 — клуб настольного тенниса «Epic Casino» (Испания).

## Образование
1974—1984 — средняя школа № 47 города Караганды;
1984—1987 — Карагандинский Государственный университет;
1987—1990 — Киевский институт физической культуры.

## Биография
Хасанова Флёра Вазыховна родилась 12 августа 1967 года в городе Абай Карагандинской области.
Впервые в секцию настольного тенниса пришла в 1974 году, в возрасте семи лет к тренеру Игорю Михайловичу Судяхину.
В 1977 году переходит к тренеру Геннадию Федоровичу Медведеву.
В 1982 году на первенстве СССР среди кадетов Флёра стала абсолютной чемпионкой и выиграла 4 золотые медали в составе ЦС «Спартак». В том же году, Хасанова вошла в состав сборной СССР.
Как вспоминает Флёра: «Была гордость, что мне выдали первый спортивный костюм и там были буквы „СССР“ из драпа, которые надо было нашить на форму. Это нелегко, кололась иголкой, было больно, но я быстро всё сделала, так как очень хотела, чтобы на спине у меня было написано СССР. Так приятно».
В 1982 году в Холлабрунне (Австрия) на чемпионате Европы среди кадетов Флёра уверенно обыграв своих соперниц в турнирной сетке, вышла в финал и обыграла со счётом 2:0 Весно Остержек (Югославия). В командном турнире в матче за золотую медаль сборная СССР переиграла Чехословакию и одно победное очко дала казахстанская спортсменка.
В январе 1983 года на международном турнире «England Open», Хасанова стала бронзовым призёром и тем самым выполнила норматив на спортивное звание «Мастер спорта международного класса». На том турнире, в полуфинальном матче она обыграла четырёхкратную чемпионку СССР, чемпионку Европы, мастера спорта международного класса Аниту Захарян.
В том же году, на командном чемпионате Европы в городе Мальмё (Швеция), сборная СССР побеждает команду Англии и завоевывает очередные золотые медали.
В 1986 году после переезда в город Киев (Украина), Флёра Хасанова начинает подготовку под руководством заслуженного тренера УССР Бориса Моисеевича Шафира.
Через некоторое время Хасанова принимает участие в спартакиаде народов СССР и вместе с Дмитрием Переверзевым (Алматы) завоёвывают чемпионский Кубок, победив в финале бронзового призёра чемпионата мира, вице-чемпиона Европы Андрея Мазунова и чемпионку России Елену Комракову.
В 1991 году в Испании местные клубы искали хороших игроков и пригласили Флёру в клуб «Epic Casino», за который она отыграла 7 лет.
Как признанный специалист, Флёра Хасанова оказалась востребованной и после завершения своей игровой карьеры: с 1998 по 2008 год была старшим тренером женской сборной Испании.
С 2001 года тренер клуба «CN Mataro». Под её руководством были выиграны два чемпионата 2004 и 2006 годов и три Кубка Испании — 2004, 2005, 2011 годов.
В настоящее время Флёра Хасанова вместе с семьёй проживает в городе Матаро, близ города Барселона.
Муж Флёры Хасановой Владимир Дворак был сильнейшим среди кадетов СССР в 1979—1980 годах, и сильнейшим игроком страны среди мужчин в 1985 и 1989 годах. В 1989 года на чемпионате мира в Дортмунде (ФРГ) Владимир Дворак в составе сборной СССР выиграл бронзовую медаль в командном зачёте.
Их дочь Галина Дворак пошла по следам звездных родителей и является семикратной чемпионкой Испании, победительницей юношеских первенств Европы, участницей Олимпийских игр Пекин-2008, Лондон-2012, Рио-2016, Токио-2020.

## Награды
- 1984 — почетная грамота Верховного Совета КазССР;
- 2021 — медаль «За заслуги в развитии настольного тенниса в Республике Казахстан» второй степени.